# Cibeber (Cilegon)
Cibeber is een onderdistrict (kecamatan) van de stadsgemeente Cilegon in de provincie Banten, Indonesië.

## Verdere onderverdeling
Het onderdistrict Cibeber is verdeeld in 6 kelurahan:
- Bulakan (Cibeber)
- Cibeber
- Cikerai
- Kalitimbang
- Karangasem (Cibeber)
- Kedaleman (Cibeber)